# Troxochrota
Troxochrota és un gènere d'aranyes araneomorfes de la subfamília dels erigonins, dins de la família Linyphiidae. Es poden trobar a la zona paleàrtica.
Fou descrit per primera vegada per C. Chyzer i Władysław Kulczyński l'any 1894.

## Llista d'espècies
Segons The World Spider Catalog 12.0: 
- Troxochrota kashmirica (Caporiacco, 1935)
- Troxochrota scabra Kulczynski, 1894 (Espècie tipus)